# Мэлбон, Эдвард
Эдвард Мэлбон (англ. Edward Greene Malbone; 1777—1807) — американский художник-миниатюрист, один из самых востребованных миниатюристов своего времени. Своим творчеством оказал влияние на других художников, включая Чарльза Фрезера, Уильяма Данлэпа и Джона Джарвиса.

## Биография
Родился в 1777 году в Ньюпорте, штат Род-Айленд.
Карьеру художника начал в Провиденсе в возрасте семнадцати лет; позже работал в Бостоне, Нью-Йорке, Филадельфии, Чарльстоне и Лондоне. 
Стремительная и напряжённая работа художника подорвала его здоровье, и для его восстановления он поехал на Ямайку. Вернувшись в США, умер  7 мая 1807 года от туберкулёза в городе Саванна, штат Джорджия, в доме его двоюродного брата Роберта Маккея. Был похоронен на городском кладбище Colonial Park Cemetery.

Галерея работ
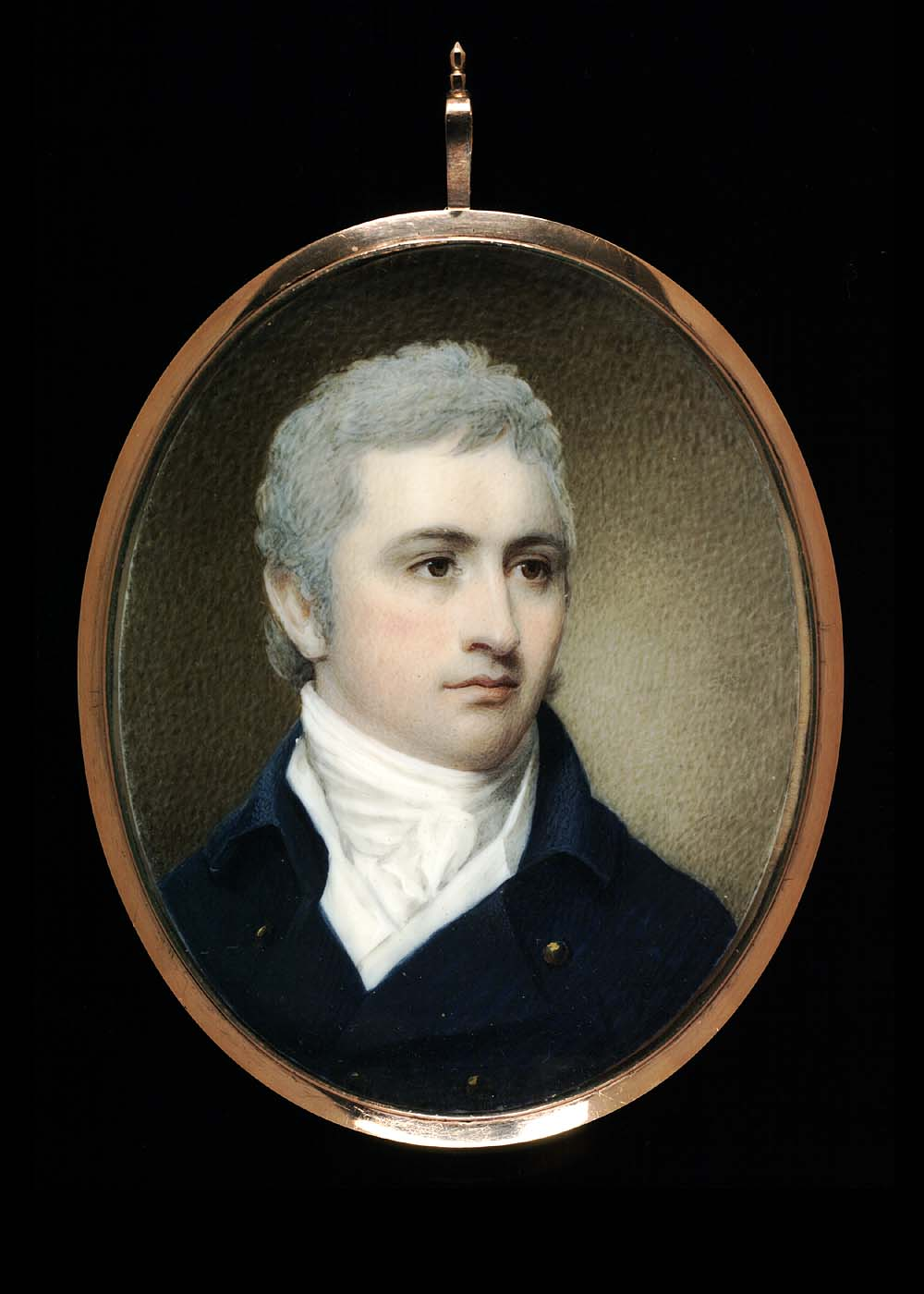
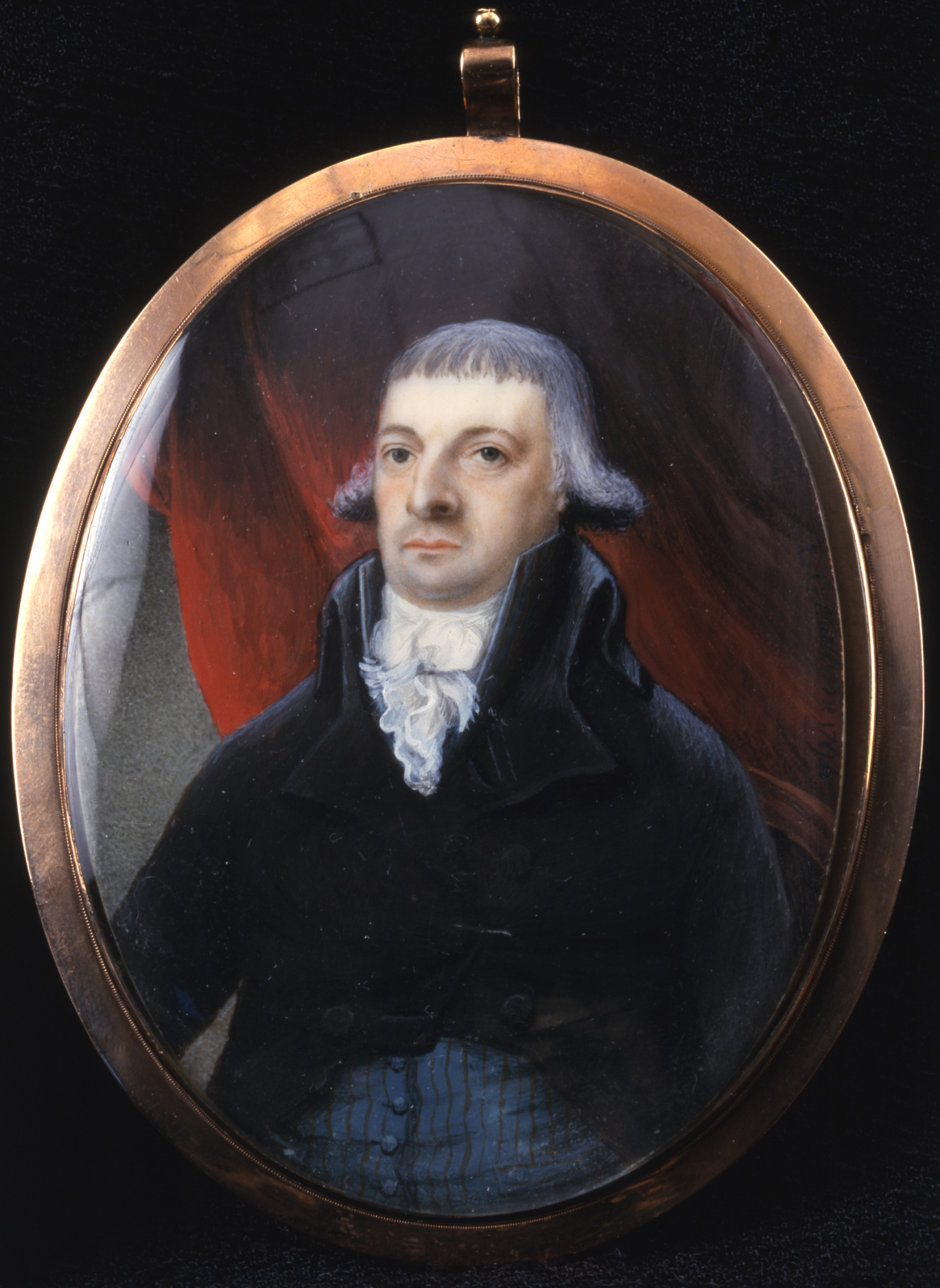
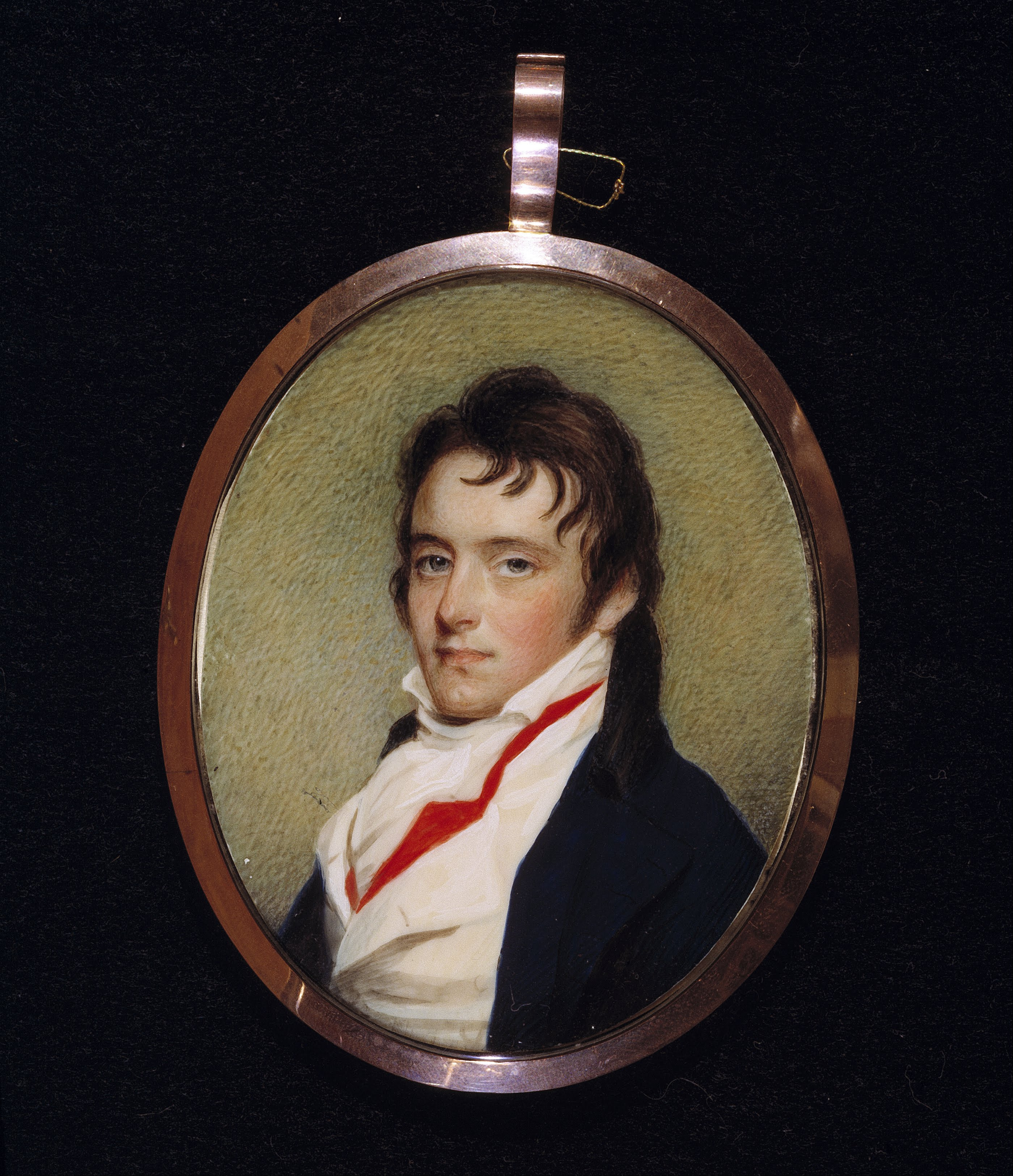
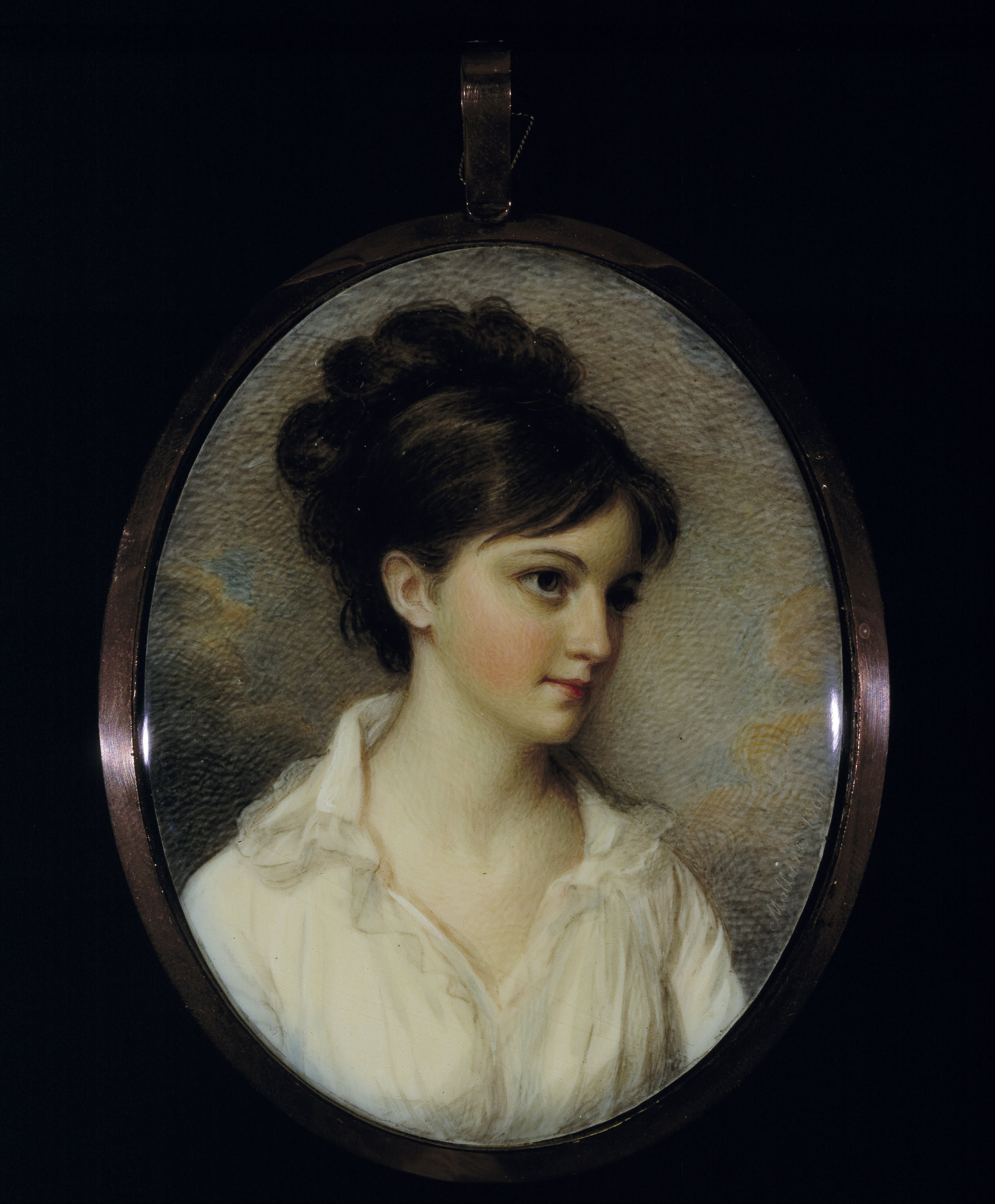